# Still Loving You
«Still Loving You» (укр. Досі кохаю тебе) — одна із найвідоміших балад німецького рок-гурту Scorpions з їхнього альбому 1984 року «Love at First Sting». Пісня вийшла другим синглом альбому. Сингл досяг 64 позиції в американському чарті Billboard Hot 100, посів 2 місце у Франції й 14 у Німеччині.
Ця пісня є баладним гімном гурту. За пісню гурт отримав безліч нагород та премій. Посідає 22 місце у списку 25 найкращих рок-балад «VH1's list of the 25 Greatest Power Ballads».

## Про сингл
У інтерв'ю для видання Songfacts Рудольф Шенкер розказав, про що ця пісня:
|  | Це історія про любовний роман, де обидва визнали, що він може закінчитися, але хочуть спробувати ще раз. Це стара історія; це завжди стара історія. |

### Музичний відеокліп
Під час промо-туру «Love at First Sting Tour», який тривав більше двох років, 12 квітня 1984 року гурт виступав на території Reunion Arena в місті Даллас, що в Техасі, США. На цьому виступі арену було обрано для запису музичного відеокліпу на цю пісню, яке було опубліковано в липні того ж року, а режисером став Гарт Перрі. Він уже працював з гуртом під час знімання кліпу на пісню «No One Like You», двома роками раніше.

## Список композицій
Автор слів Клаус Майне, автор музики Рудольф Шенкер. 
| Стандартне видання        | Стандартне видання              | Стандартне видання | Стандартне видання |
| #                         | Назва                           | Сторона            | Тривалість         |
| ------------------------- | ------------------------------- | ------------------ | ------------------ |
| 1.                        | «Still Loving You»              | А                  | 4:48               |
| 2.                        | «Holiday» (з альбому Lovedrive) | Б                  | 6:31               |
| Загальна тривалість 11:19 |                                 |                    |                    |

| Ремікс, видання 1992-го року | Ремікс, видання 1992-го року                  | Ремікс, видання 1992-го року |
| #                            | Назва                                         | Тривалість                   |
| ---------------------------- | --------------------------------------------- | ---------------------------- |
| 1.                           | «Still Loving You» (ремікс)                   | 6:12                         |
| 2.                           | «Still Loving You» (радіо-версія)             | 3:58                         |
| 3.                           | «Media Overkill» (з альбому Savage Amusement) | 3:33                         |
| Загальна тривалість 13:43    |                                               |                              |

## Інші версії
У різний час гурт Scorpions випускав різні версії цієї пісні, а саме:
- Ремікс альбомної версії пісні було включено до альбому 1992 року «Still Loving You». Також ремікс вийшов як сингл у Німеччині та деяких інших європейських країнах[8].
- Симфо-метал версія пісні, у записі якої взяв участь Берлінський філармонічний оркестр, була записана у 2000 році для альбому «Moment of Glory»[9].
- Акустична версія була записана для альбому 2001 року «Acoustica»[10].
- Своєрідне «продовження» цієї пісні було записане для альбому 2010 року «Sting in the Tail» під назвою «SLY», як абревіатура від «Still Loving You»[11][12].
- Дві версії пісні були записані для альбому «Comeblack» 2011 року: звичайна та версія французькою за участю французької співачки Амандін Буржуа[13][14][15].

## Кавер-версії
- Румунська співачка Міхаела Рунчану виконала переспів цієї пісні румунською та включила його до свого альбому Pentru voi, muguri noi, що вийшов у жовтні 1989 року[16][17].
- У 1999 році фінський павер-метал гурт Sonata Arctica виконали цю пісню, яка потім увійшла до їх мініальбомів Successor 2000 року[18] та Takatalvi 2003 року[19], а також до збірки A Tribute to the Scorpions 2000 року[20][21].
- Гурт Alex Skolnick Trio записав бі-боп версію, яка була увійшла до їхнього дебютного альбому Goodbye to Romance: Standards for a New Generation, що вийшов у 2002 році[22].
- У 2002 році бразильский гурт Cleiton & Camargo випустив версію цієї пісні португальською, яка називається «Meu anjo azul», та увійшла до їх однойменного студійного альбому Cleiton & Camargo, що вийшов того ж року[23].
- У 2003 році шведський гурт Tyskarna Från Lund свій варіант цієї пісні до свого альбому «Metamorphobia»[24].
- Фінський джазовий гурт Korpi Ensemble виконали переспів цієї пісні для свого альбому Trails у 2007 році[25].
- Вокаліст гурту Kix Стів Вайтман та колишній гітарист гурту Dokken Джордж Лінч виконали кавер-версію пісні для триб'ют-альбому Scorpions Scorpion Tales у 2008 році[26].
- 2008 року іспанська співачка Роса Лопес виконала свою версію цієї пісні іспанською під назвою «Mi amor eres tú» для свого альбому Promises[27].

## Учасники запису
У записі синглу взяли участь:
- Клаус Майне — вокал
- Рудольф Шенкер — гітара, соло-гітара
- Маттіас Ябс — ритм-гітара
- Френсіс Бухольц — бас-гітара
- Герман Раребелл — ударні

## Позиції в чартах
| Країна     | Чарти (1984—1987)         | Найвища позиція |
| ---------- | ------------------------- | --------------- |
| Бельгія    | Ultratop 50               | 3               |
| Нідерланди | Dutch Top 40              | 4               |
| Нідерланди | Dutch Single Top 100      | 5               |
| США        | Billboard Hot 100         | 64              |
| США        | Billboard Mainstream Rock | 36              |
| Франція    | SNEP                      | 3               |
| ФРН        | Official German Charts    | 14              |
| Швейцарія  | Schweizer Hitparade       | 3               |

| Країна     | Рік  | Чарти (1984—1985)   | Найвища позиція |
| ---------- | ---- | ------------------- | --------------- |
| Швейцарія  | 1985 | Schweizer Hitparade | 17              |
| Бельгія    | 1987 | Ultratop            | 40              |
| Нідерланди | 1987 | Dutch Top 40        | 24              |
| Нідерланди | 1987 | Single Top 100      | 20              |
| Франція    | 2012 | SNEP                | 188             |

## Сертифікація
| Регіон                                                      | Сертифікація | Продажі   |
| ----------------------------------------------------------- | ------------ | --------- |
| Франція (SNEP)                                              | Платиновий   | 1,100,000 |
| Італія (FIMI) З 2009                                        | Золотий      | 35 000    |
| продажі+прослуховування, що базуються лише на сертифікаціях |              |           |